# Jim All - Alone
Jim All - Alone è un cortometraggio muto del 1912 diretto da Warwick Buckland.
Si conoscono pochi dati del film che, prodotto dalla Hepworth, fu distrutto nel 1924 dallo stesso produttore, Cecil M. Hepworth. Fallito, in gravissime difficoltà finanziarie, il produttore pensò in questo modo di per poter almeno recuperare il nitrato d'argento della pellicola.

## Trama
Una ragazza aiuta uno scrittore senza un soldo e lui, quando eredita una fortuna, la sposa.

## Produzione
Il film fu prodotto dalla Hepworth.

## Distribuzione
Distribuito dalla Hepworth, il film - un cortometraggio in una bobina  - uscì nelle sale cinematografiche britanniche nel luglio 1912.